# Anii 1760
Anii 1760 au fost un deceniu care a început la 1 ianuarie 1760 și s-a încheiat la 31 decembrie 1769.